# Fabry (cràter)
Fabry és un gran cràter d'impacte situat a la cara oculta de la Lluna, just més enllà de l'extremitat nord-est. Algunes zones d'aquesta àrea de vegades són visibles des de la Terra per efecte de la libració, però en ser l'angle de la visual molt oblic no és possible observar-ne la superfície amb detall.
Aquesta formació és de dimensions considerables, però se superposa al seu extrem nord-est amb la conca de Harkhebi, un cràter encara més gran. A l'oest hi ha el cràter Vashakidze, i a l'est de Fabry apareix el petit cràter Petrie. Cap al nord es troba el cràter Swann.

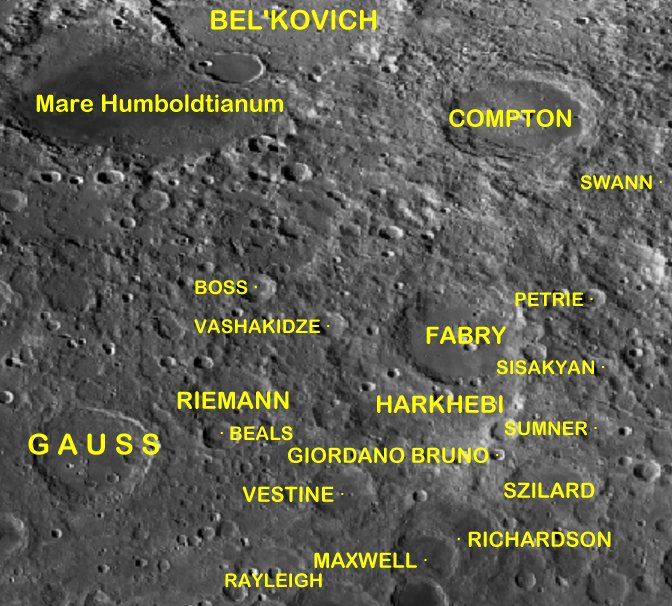
Localització de Fabry (centre dreta de la imatge)
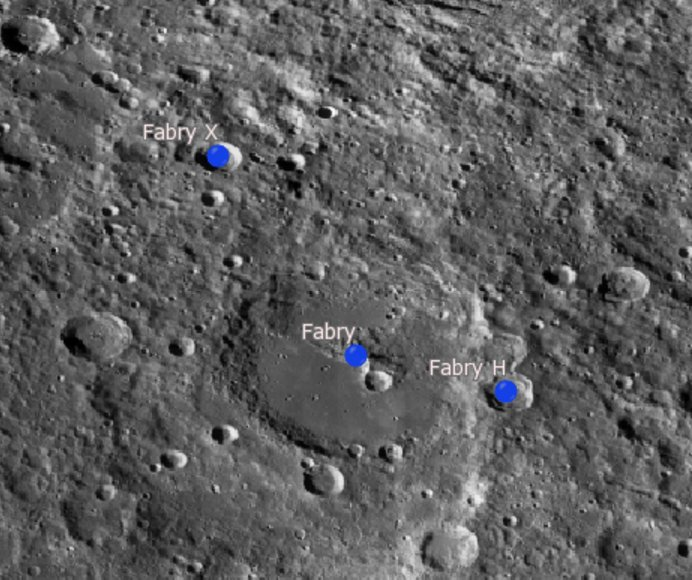
Cràters satèl·lit
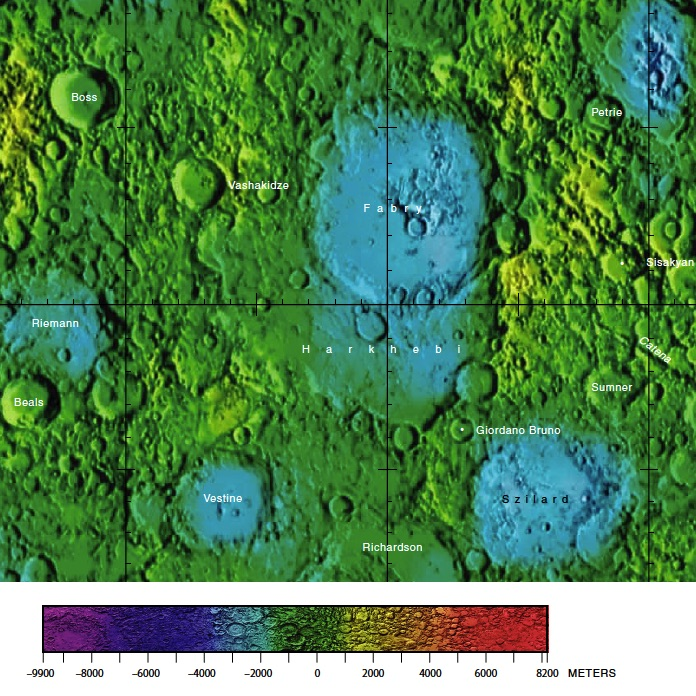
Topografia de Fabry

La vora exterior de Fabry està molt desgastada i erosionada, amb osques d'impactes posteriors. Un parell de petits cràters, incloent Fabry H, es localitzen al llarg de la vora oriental. Altres cràters més petits apareixen en nombroses zones de la vora restant, destacant un petit cràter que envaeix la vora sud, i una esquerda que conforma una vall en forma de ganxo a través de la voral al seu costat nord-oest. Només unes poques seccions del contorn romanen relativament intactes, mentre que la resta no és res més que un anell de terreny muntanyós.
Les seccions del sòl interior són relativament llises i anivellades, però la superfície és rugosa i irregular al quadrant nord-est. Mostra un pic central format a partir d'un llarg massís que cobreix gairebé un quart del diàmetre del cràter d'oest a est. A l'extrem sud-est d'aquesta formació hi ha un petit cràter, que es troba just al sud-est del punt mitjà. La resta de la planta ha estat regenerada per fluxos de lava posteriors, i ara està marcada únicament per petits cràters i el terreny desigual al llarg del contorn de la vora.

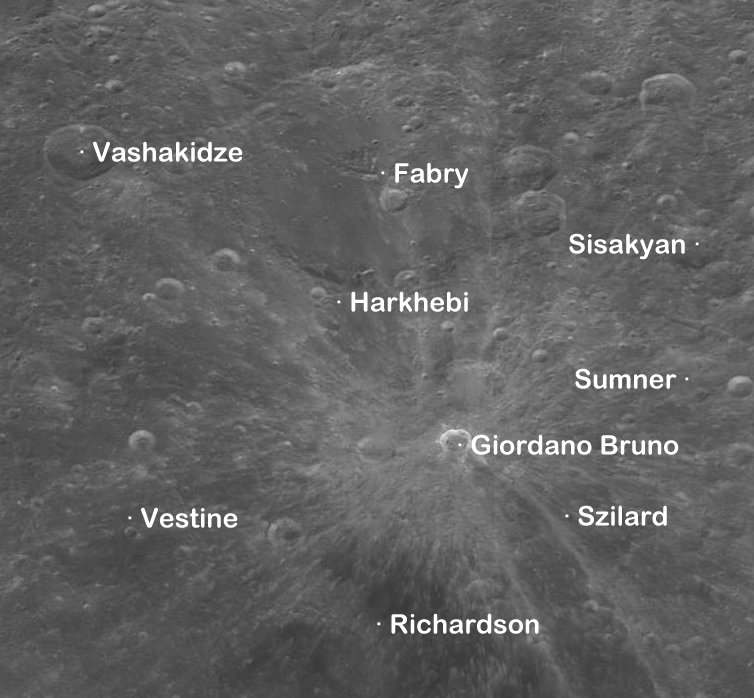
Sistema de marques radials del cràter Giordano Bruno
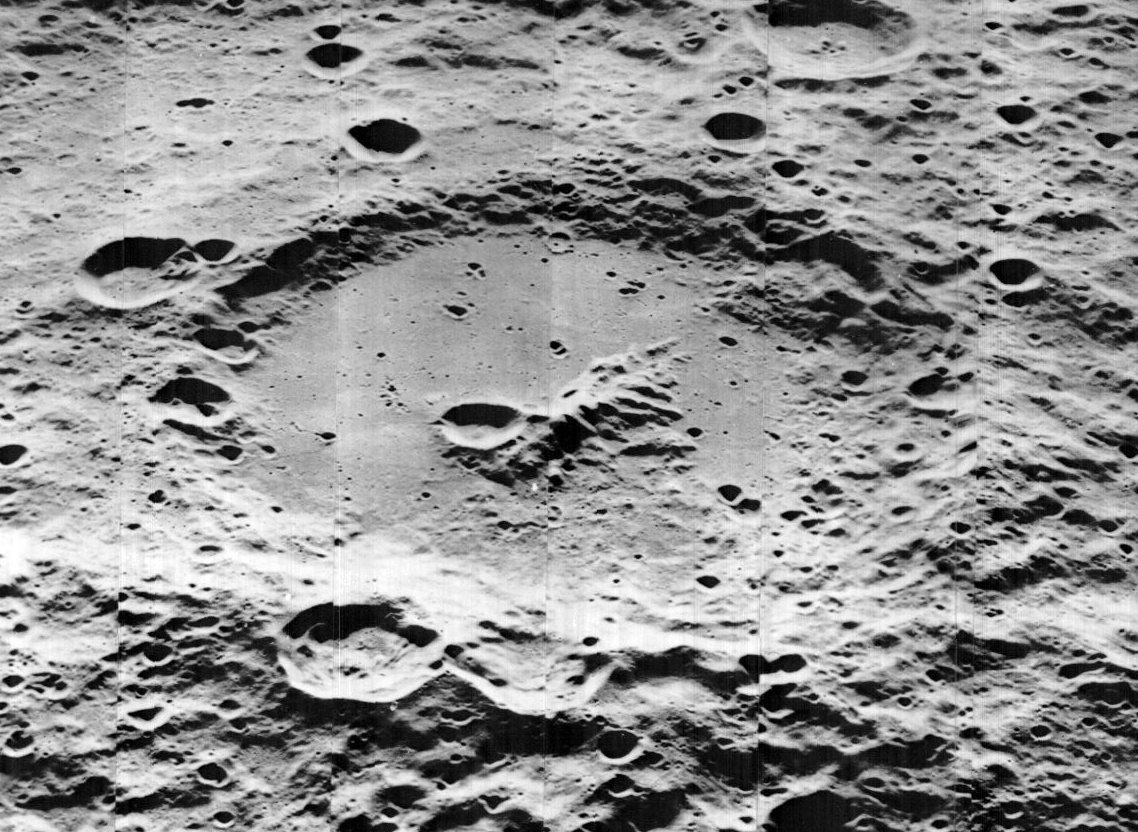
Imatge obliqua des del Lunar Orbiter 5, costat oest
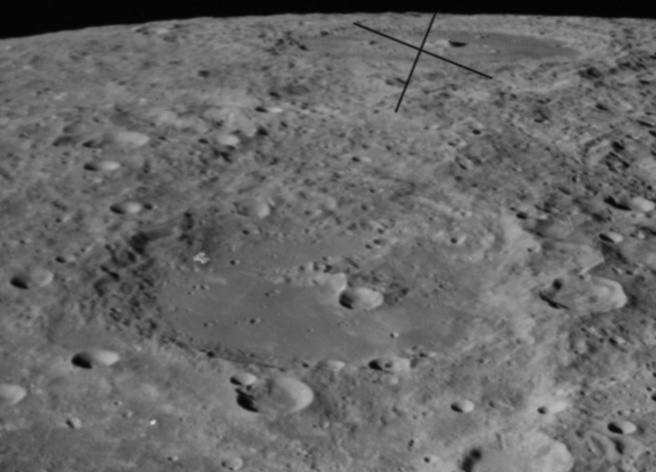
Imatge obliqua de la càmera Hasselblad des de l'Apollo 14, amb el gran cràter Compton al fons

El sistema de marques radials de Giordano Bruno, un cràter més recent situat al sud, travessa el terra de Harkhebi, i deixa una sèrie de marques febles al terra de Fabry, amb més intensitat a la part sud del cràter (al sud del petit cràter situat a prop del punt mitjà).
Abans d'adoptar-se la nomenclatura formal el 1970 per la UAI, aquest cràter es coneixia com el Cràter 45.

## Cràters satèl·lit
Per convenció aquests elements són identificats en els mapes lunars posant la lletra en el costat del punt central del cràter que està més proper a Fabry.
| Fabry | Coordenades                            | Diàmetre |
| ----- | -------------------------------------- | -------- |
| H     | 41° 54′ N, 105° 12′ E / 41.9°N,105.2°E | 37 km    |
| X     | 49° 00′ N, 96° 42′ E / 49.0°N,96.7°E   | 28 km    |